# Назаров, Сагдулла
Сагдулла Назаров (1906 — ?) — советский государственный деятель, председатель Бухарского облисполкома (1944—1946).

## Биография
Родился в бедной дехканской семье. Окончил среднюю школу.
Член ВКП(б) с 1928 года.
Работал учителем, завхозом школы в Шафирканском районе. До 1937 — заведующий Шафирканским районным отделом народного образования.
С 1937 — председатель исполкома Шафирканского районного Совета в Бухарской области.
До 1940 — председатель исполкома Бухарского горсовета в Бухарской области.
В 1940 — после 1946 — председатель исполнительного комитета Бухарского областного Совета депутатов трудящихся.
Одновременно был начальником участков на строительстве Большого Узбекского канала и Катта-Курганского водохранилища.
Депутат Верховного Совета СССР 2 созыва.
В 1950 году — начальник Главного управления колхозного и сельского строительства Узбекской ССР.